# Ervardo Fioravanti
Ervardo Fioravanti (Calto, 6 agosto 1912 – Ferrara, 6 dicembre 1996) è stato un pittore, incisore e disegnatore italiano.

## Biografia
Ervardo Fioravanti nasce a Calto in provincia di Rovigo; dopo la scuola elementare frequenta la Scuola d'Arte professionale di Castelmassa diplomandosi nel 1924. Nel 1927 inizia a lavorare come decoratore murale per il padre capomastro e avvia il proprio percorso artistico producendo una serie di acquerelli ispirati alla vita della gente polesana. Con tali opere partecipa a un concorso nazionale riservato ai figli di artigiani ottenendo una borsa di studio grazie alla quale nel 1931 può iscriversi all'Istituto di Belle Arti per la decorazione e l'illustrazione del libro di Urbino (già Regia Accademia di Belle Arti delle Marche) che frequenta sotto la guida di Francesco Carnevali. A Urbino affina le sue capacità di illustratore, che coltiverà lungo tutta la vita. Alla fine del corso illustra con cinque litografie Il sogno di Makàr di Korolenko.
Terminati gli studi a Urbino, tra il 1932 e il 1936 soggiorna a Milano dove lavora prevalentemente come grafico pubblicitario. Ritornato a Rovigo nel 1938 grazie a una felice vena di scrittore collabora occasionalmente con il quotidiano locale Il Polesine Fascista per poi venire assunto a il Resto del Carlino come redattore delle «Cronache Polesane».
Nel 1941 è chiamato alla guerra che combatterà prima in Croazia, quindi a Messina e infine a Pantelleria quale ufficiale addetto a una batteria contraerea. Fatto prigioniero dagli Alleati verrà trasferito nel 1943 prima a Casablanca e quindi nel campo di Herford, nel Texas, dove continuerà a disegnare, dipingere e scrivere condividendo condizioni di vita e fervida attività intellettuale con future personalità della cultura italiana come Alberto Burri, Giuseppe Berto, Dante Troisi e Gaetano Tumiati.
Nel 1946 torna in patria e insegna fino al 1948 allo stesso Istituto d'arte di Urbino per poi ritornare al giornalismo come redattore del «Corriere del Po», edizione ferrarese del quotidiano di sinistra Il progresso d'Italia. Le lotte di braccianti e operai nelle quali fu direttamente coinvolto come cronista saranno in quel periodo la principale fonte di ispirazione della sua produzione artistica, di carattere solidamente realistico. Particolarmente rappresentativo di tale periodo è La carica, un olio del 1952 raffigurante una carica di carabinieri a cavallo contro lavoratori in sciopero. Esposto nel 1953 a una mostra collettiva di artisti ferraresi il quadro fu ritenuto offensivo per le forze dell'ordine e sequestrato dalla questura.
Nel 1949 espone a Ferrara con Giovanni Korompay in una mostra presentata in catalogo da Rezio Buscaroli. Nel 1950 tiene una personale alla Galleria Il Pincio di Roma. Nello stesso anno nasce a Ferrara, per iniziativa di un gruppo di intellettuali, Al Filò, un cenacolo culturale il cui obiettivo è quello di promuovere la partecipazione degli artisti locali più rappresentativi - come lo stesso Fioravanti, Annibale Zucchini, Nemesio Orsatti, Antenore Magri, Galileo Cattabriga, lo scultore Giuseppe Virgili e altri - all'organizzazione di mostre e dibattiti. Il quadro di riferimento dell'iniziativa è decisamente democratico e anticipatore di futuri sviluppi politici: presidente è il socialista Giuseppe Longhi; vicepresidenti il comunista Mario Roffi e il democristiano Antonio Boari. Le sue iniziative vedranno la partecipazione di importanti personalità come Roberto Melli, Mario Mafai, Salvatore Quasimodo, Renato Birolli, Tono Zancanaro e Sibilla Aleramo. Al circolo ferrarese, ormai in chiusura, Florestano Vancini dedica nel 1953 un omonimo cortometraggio.
Nel dicembre del 1950 Fioravanti partecipa all'esposizione degli ex allievi dell'Istituto d'Arte di Urbino. Nel 1952 diviene insegnante ai corsi serali dell'Istituto d'Arte «Dosso Dossi» di Ferrara. e inizia un periodo di intensa produzione artistica presentata in personali a Roma, Milano, Bologna, Ferrara, Novara, Rovigo. Con Carlo Rambaldi - il creatore di E.T. l'extra-terrestre - e Alberto Cavallari organizza uno studio nel quale vengono prodotti pannelli e carri per le sfilate del Primo maggio, illustrazioni per la stampa politica e allestimenti per le feste dei lavoratori.
Nel 1953 illustra con quaranta tavole il volume Vini e liquori d'Italia edito in varie lingue e destinato a diffondere la cultura enologica italiana nel mondo. Nel 1955 vince - ex aequo con Alberto Sughi - il secondo premio a una mostra regionale sui temi della Resistenza con il quadro L'eccidio di Villamarzana, oggi presso la Galleria d'Arte Moderna di Bologna. Nel 1958 personale alla Galleria Colonna di Milano presentata da Raffaele De Grada. Nel 1960 assume la direzione dell'Istituto d'Arte «Dosso Dossi».
Dalla fine degli anni cinquanta la poetica di Fioravanti assume un carattere più marcatamente espressionistico. Nel 1966 espone 34 olii degli anni sessanta nella mostra «Cinque artisti ferraresi» alla Galleria d'Arte Moderna di Palazzo dei Diamanti. Nel 1968 vengono esposte al Palazzo dei Diamanti 245 opere del grande ciclo delle «Scene della commedia umana». Numerose le mostre in Italia e all'estero negli anni settanta e ottanta. In particolare, nel 1984 viene allestita nella Sala dei Giochi del Castello Estense la mostra «Favole e miti nei disegni di Ervardo Fioravanti».
Nel 2001, a cinque anni dalla scomparsa, Ferrara gli dedica un'ampia mostra antologica allestita alla Galleria d'Arte Moderna e Contemporanea.

## Musei che ospitano sue opere
- Museo d'arte moderna e contemporanea Filippo de Pisis di Ferrara
- Collezione d'Arte della Regione Emilia-Romagna
- Accademia dei Concordi - Rovigo
- Cassa di Risparmio di Ferrara
- La collezione artistica della CdL di Ferrara
- Quadreria d'Arte Contemporanea Renzo Melotti - Ferrara
- Partito Democratico di Ferrara